# داسو/دورنیه آلفا جت
آلفا جت (Alpha Jet) هواپیمای جت تمرینی/تهاجمی سبک ِ دوموتوره است که توسط شرکت‌های فرانسوی داسو و آلمانی دورنیه در دههٔ ۱۹۷۰ طراحی شده و تا سال ۱۹۹۱ حدود ۴۸۰ فروند از آن تولید شد.

## طراحی و توسعه
در اوایل دهه ۱۹۶۰ نیروهای هوایی چندین کشور اروپایی به بررسی نیازهای خود در دهه‌های آینده پرداخته و یکی از نتایجی که بسیاری از آنها به آن رسیدند ساخت کلاس جدیدی از هواپیماها بود که هم به عنوان یک جت آموزشی برای آموزش‌های پیشرفته خلبانان جت‌های جنگنده کاربرد داشته باشد و هم در صورت لزوم بتوان از آن برای حملات سبک به اهداف زمینی بهره برد. نیروی هوایی فرانسه و بریتانیا پروژه مشترکی را برای ساخت چنین هواپیمایی آغاز کردند. آن‌ها معتقد بودند این هواپیما باید توانایی پرواز با سرعت مافوق صوت را داشته باشد و در دو نسخهٔ تمرینی و حمله سبک ساخته شود. محصول همکاری آن‌ها هواپیمایی به نام سپکت جگوار بود که هرچند عملکرد رضایتبخشی داشت اما به جای آن که یک جت تمرینی ساده و کوچک از آب دربیاید تبدیل به یک جنگنده تمام‌عیار با قابلیت حملات ضربتی اتمی در عمق خاک دشمن شده بود. واضح بود که جگوار پیچیده‌تر از آن است که بتواند نقش یک هواپیمای آموزشی را ایفا کند و در نتیجه قرار شد فقط تعداد کمی از مدل دوسرنشینهٔ تمرینی آن برای خلبانانی که قرار بود با این جنگنده پرواز کنند، ساخته شود.

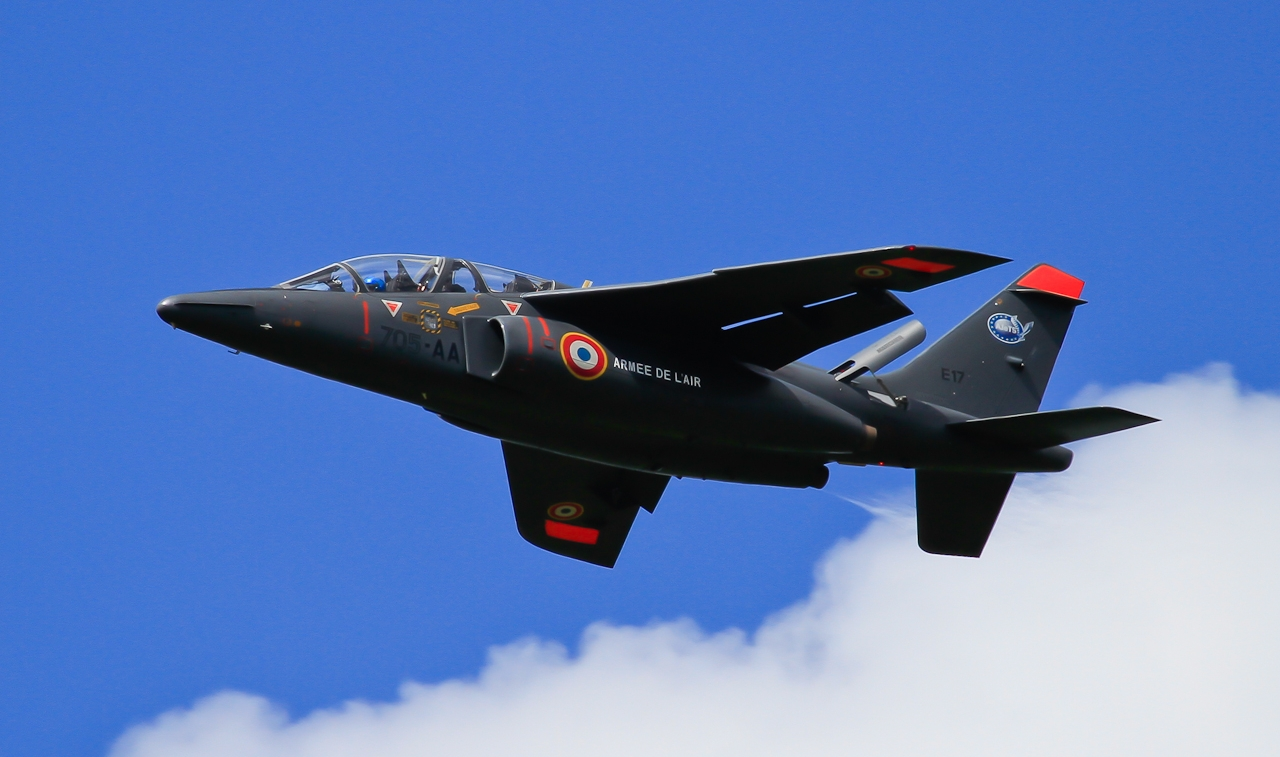
یک فروند آلفا جت ئی نیروی هوایی فرانسه

به این ترتیب نیاز اصلی این دو کشور به یک جت تمرینی پیشرفته برطرف نشده باقی‌ماند و فرانسوی‌ها تصمیم گرفتند تا پروژه مشترکی را با آلمان غربی برای ساخت این هواپیما آغاز کنند. اولین پیش‌نمونهٔ جگوار در ۱۹۶۸ به پرواز درآمد و در همین سال آلمانی‌ها و فرانسوی‌ها بر روی مشخصات این جت تمرینی که قرار بود ساخته شود به توافق رسیدند. همزمان در آن سوی آب‌های دریای شمال شرکت انگلیسی هاوکر سایدلی هم پروژه‌ای را برای طراحی یک هواپیمای مشابه آغاز کرده بود. تجربیات قبلی نشان داده بود که طراحی مافوق صوت برای یک هواپیمای آموزشی انتخاب معقولی نیست و در نتیجه در هر دو پروژه ساخت یک هواپیمای زیر صوت مورد توافق قرار گرفت  .در ۱۹۶۹ آلمان و فرانسه اعلام کردند که هر یک به ۲۰۰ فروند از چنین هواپیمایی نیاز دارند که بایستی در خاک کشور خودشان تولید شود و در پی آن چندین طرح پیشنهادی از سوی شرکت‌های هوانوردی اروپایی به دو کشور ارائه شد.
از ابتدا قرار بود این هواپیما با دو موتور توربوفن SNECMA Turbomeca Larzac ساخته شود. طراحی دوموتوره به اصرار آلمانی‌ها انتخاب شده بود. آلمان‌ها خسارات بسیار سنگینی را با جنگنده‌های تک‌موتورهٔ آمریکایی اف-۱۰۴ استارفایتر متحمل شده بودند و حالا ایمنی هواپیما برای آن‌ها بسیار اهمیت داشت. در ۱۹۷۰ طرح مشترک دو شرکت ِ فرانسوی ِ داسو و برگه و شرکت ِ آلمانی دورنیه با نام تی‌آ۵۰۱ به عنوان برنده این مناقصه انتخاب شده و توسعه آن آغاز شد. قرار شد دو پیش‌نمونه در کارخانه‌های داسو (که در این حین شرکت برگه را هم خریداری کرده بود) و دو پیش‌نمونه در کارخانه‌های دورنیه ساخته شود. داسو اولین پیش‌نمونه خود را در ۲۶ اکتبر ۱۹۷۳ به پرواز درآورد و تا پایان سال ۱۹۷۴ همهٔ نمونه‌ها آماده شده بودند.
پروژه انگلیسی‌ها هم تقریباً همزمان با آلفا جت به نتیجه رسید و محصول آن هواپیمایی با نام هاوک بود. آلفا جت و هاوک شباهت ظاهری قابل توجه و قابلیت‌های مشابهی داشتند و دهه ۱۹۸۰ شاهد رقابت سنگین این دو هواپیما برای جلب نظر مشتریان خارجی بود. رقابتی که در نهایت با پیروزی هاوک به پایان رسید چرا که تولید آلفا جت از سال ۱۹۹۱ متوقف شد اما جت انگلیسی هنوز در خط تولید باقی‌مانده است.

## آلفا جت در فرانسه
فرانسوی‌ها آلفاجت‌های خود را در وهلهٔ اول برای آموزش خلبانان می‌خواستند و نسخه فرانسوی این هواپیما با نام آلفا جت ئی شناخته می‌شود که ئی مخفف اکول (École) به معنی مدرسه است. اولین نمونه تولیدی فرانسوی‌ها در ۴ نوامبر ۱۹۷۷ به پرواز درآمد و تا سال ۱۹۸۵ در مجموع ۱۷۶ فروند از آن ساخته شد. آلفا جت با وجود عملکرد پروازی عالی خود یک ایراد مهم داشت که باعث شکایت فرماندهان واحد جنگی نیروی هوایی فرانسه شده بود. پرواز با آلفا جت بسیار ساده بود و این باعث می‌شد تا آموزش خلبانانی که قرار بود با هواپیماهایی سخت‌گیر و دشوار پرواز کنند، مدت زیادی طول بکشد.

## آلفا جت در آلمان
آلمانی‌ها اما آلفا جت را بیشتر برای حملات ضربتی سبک می‌خواستند و ترجیح می‌دادند آموزش‌های اصلی خلبانانشان در خاک آمریکا با هواپیماهای تمرینی آمریکایی انجام شود. البته آلمانی‌ها از آلفا جت‌های مستقر در پرتغال خود برای تمرین‌های تسلیحاتی هم استفاده می‌کردند اما مأموریت اصلی آلفا جت در لوفت‌وافه اجرای حملات سبک به اهداف زمینی بود به همین دلیل نام آلفا جت آ که آ مخفف Appui Tactique به معنی حمله تاکتیکی است برای آن انتخاب شد. ۱۷۵ فروند آلفا جت تا سال ۱۹۸۳ به لوفت‌وافه تحویل شده و جایگزین فیات ژ۹۱آر/۳ شد. در نتیجه هر دو کشور تعداد کمتری از سفارش اولیه خود را خریداری کردند.

## انواع

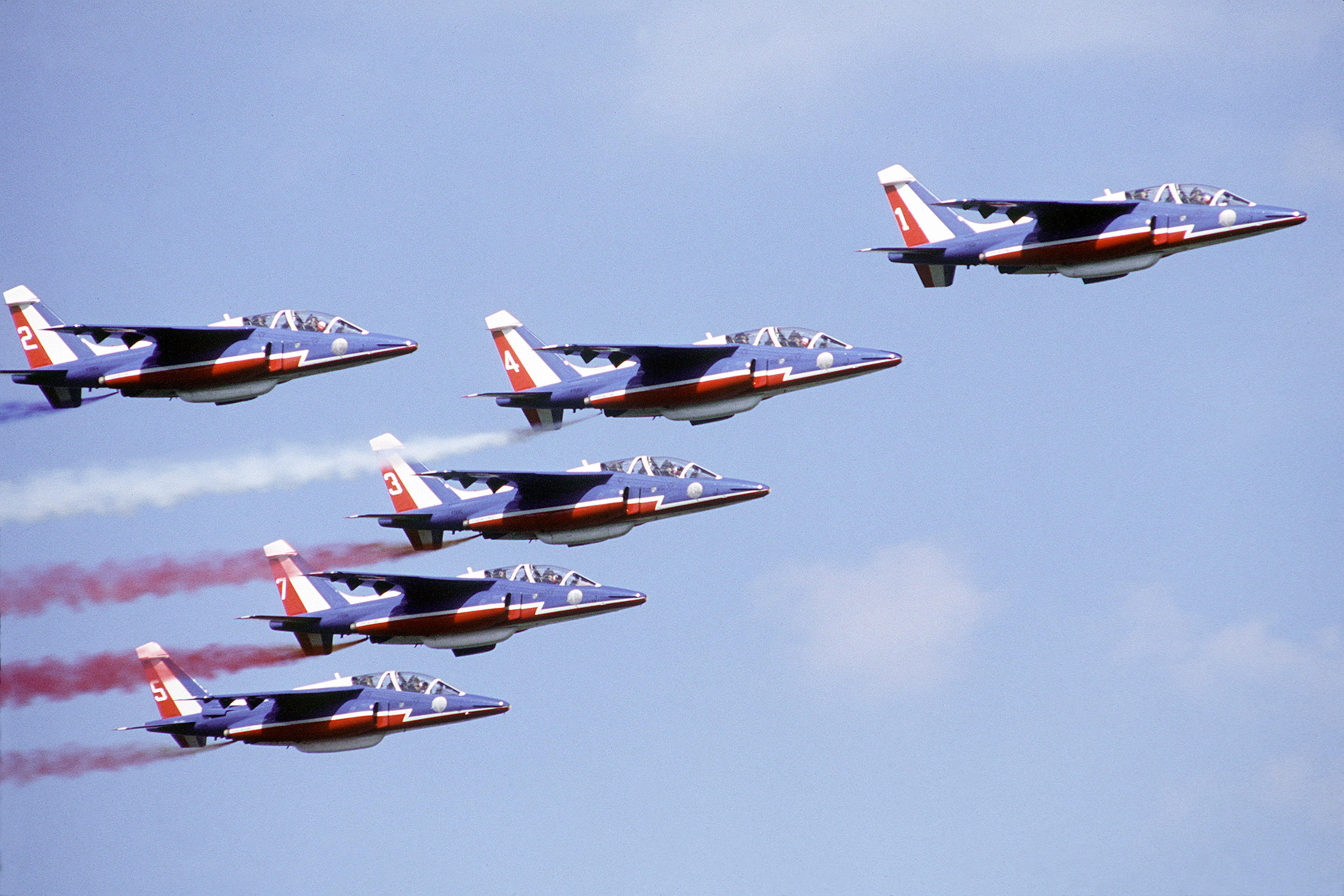
نمایش هوایی آلفا جت‌های فرانسوی در سال ۱۹۸۸

- آلفا جت آ: نسخه حمله سبک که در اصل برای آلمان ساخته شد.
- آلفا جت ئی: نسخه تمرینی که در اصل برای فرانسه و بلژیک ساخته شد.
- آلفا جت ۲: مدلی از آلفا جت ئی که برای حمله به اهداف زمینی بهسازی شده و در مصر مونتاژ شد.
- آلفا جت ام‌اس۲: مدل بهبودیافته با اویونیک جدید، موتور ارتقایافته، موشک‌های هوابه‌هوای گرمایاب ماژیک و کابین خلبان شیشه‌ای لانسیه.
- آلفا جت ۳ لانسیه: مدل بهینه سازی‌شدهٔ تمرینی با قابلیت آموزش سیستم‌های حمله و ناوبری جنگنده‌های نسل پنجم.

## کاربران
بلژیک
- نیروی هوایی بلژیک: ۲۹ فروند

 کامرون

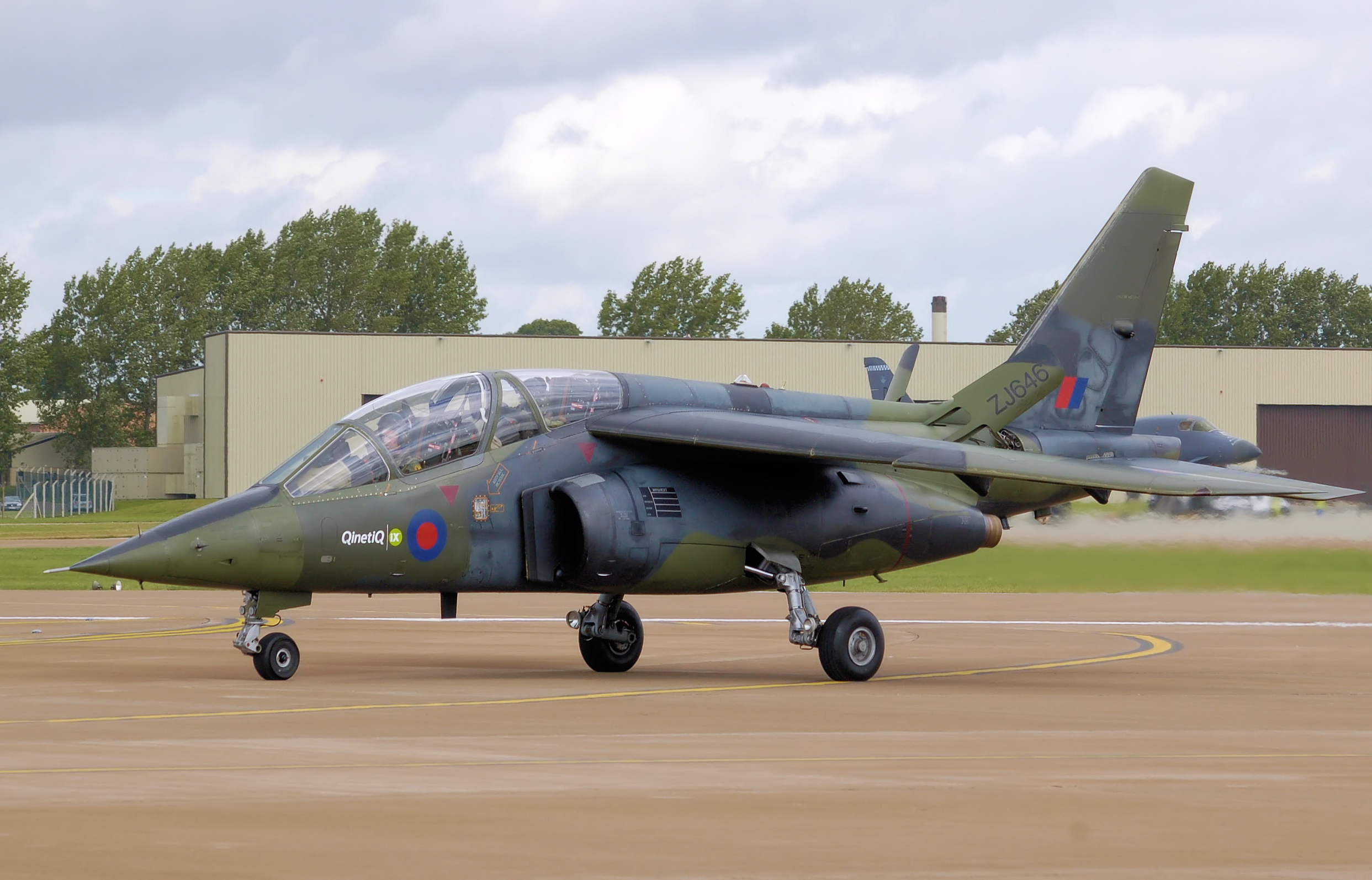
یک فروند آلفا جت آ که در شرکت خصوصی انگلیسی کینتیک فعال است

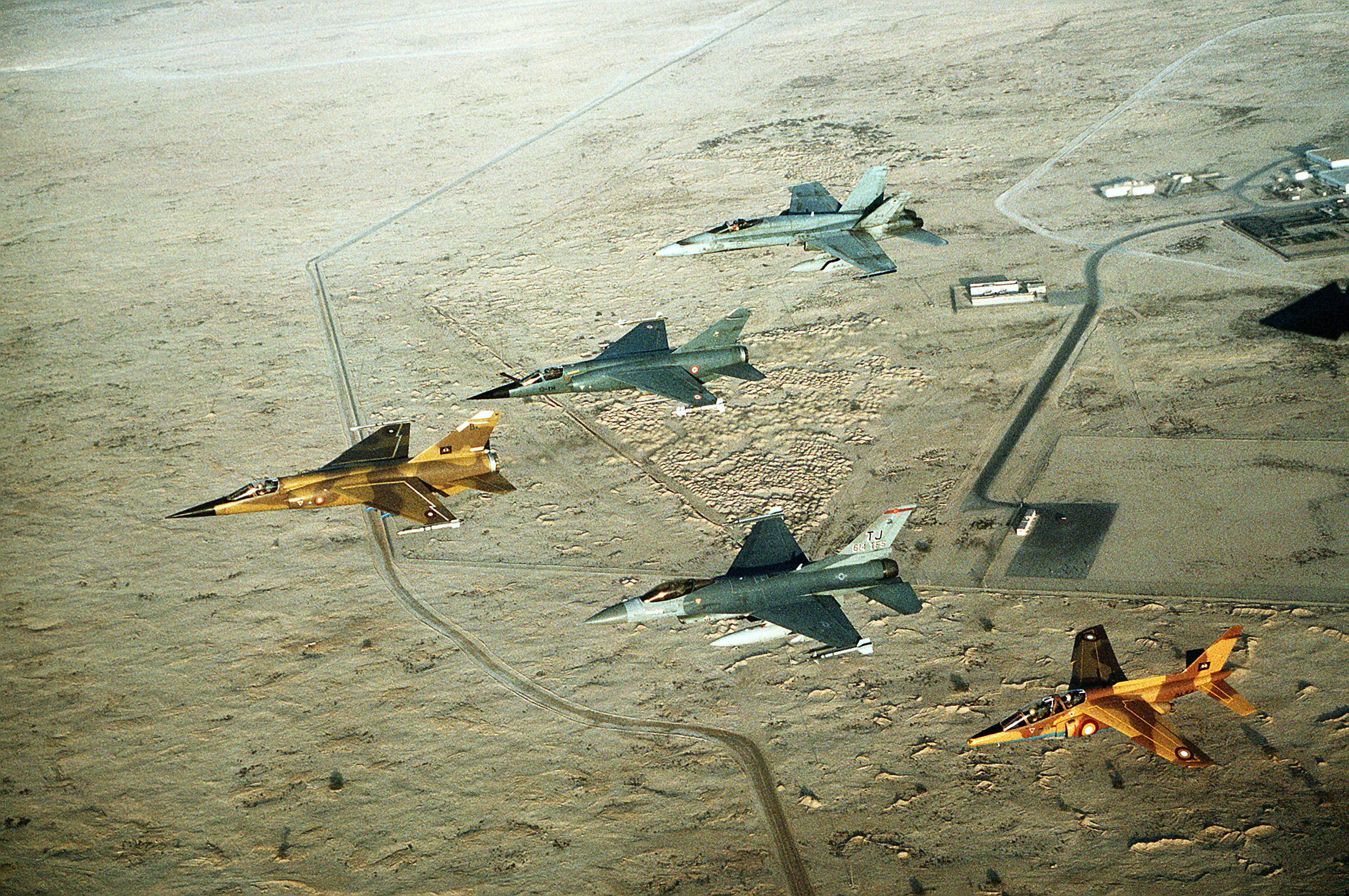
از چپ: میراژ اف-۱ قطری، میراژ اف-۱ فرانسوی، اف-۱۶ آمریکایی، اف-۱۸ کانادایی و آلفا جت قطری در عملیات آزادسازی کویت سال ۱۹۹۱

- نیروی هوایی کامرون: ۲۷ فروند خریداری کرد که ۱۱ فروند آلفا جت ام‌اس۲ فعال است.

 کانادا
- خدمات دفاع هوایی دیسکاوری: ۱۶ فروند از آلفا جت‌های دست‌دوم لوفت‌وافه را خریداری کرده‌است.

 مصر
- نیروی هوایی مصر: ۱۴ فروند ام‌اس۴ و ۴۰ فروند ام‌اس۱

 فرانسه
- نیروی هوایی فرانسه: ۹۹ فروند آلفا جت ئی فعال است.

 مراکش
- نیروی هوایی مراکش: ۲۴ فروند آلفا جت ئی

 نیجریه
- نیروی هوایی نیجریه: ۲۴ فروند آلفا جت ئی

 پرتغال
- نیروی هوایی پرتغال: ۵۰ فروند آلفا جت آ دست‌دوم آلمانی

 قطر
- نیروی هوایی قطر: ۶ فروند آلفا جت ئی

 تایلند
- نیروی هوایی تایلند: ۲۵ فروند آلفا جت آ دست‌دوم آلمانی

 توگو
- نیروی هوایی توگو: ۶ فروند آلفا جت ئی

 بریتانیا
- شرکت تکنولوژی دفاعی کینتیک: ۶ فروند آلفا جت آ دست‌دوم آلمانی

### کاربران پیشین
آلمان
- نیروی هوایی آلمان

 ساحل عاج
- نیروی هوایی ساحل عاج: ۷ فروند آلفا جت ئی

## مشخصات
مشخصات بر اساس آلفا جت آ لوفت‌وافه:
مشخصات فنی
- خدمه: ۲

طول: ۱۳.۲۳ متر
- ارتفاع: ۴.۱۹ متر
- مساحت بال: ۱۷.۵ متر مربع
- فاصله دو سر بال: ۹.۱۱ متر
- وزن خالی: ۳۵۱۵ کیلوگرم
- وزن بارگیری معمول: ۵ هزار کیلو
- حداکثر وزن برخاست: ۷۵۰۰ کیلوگرم

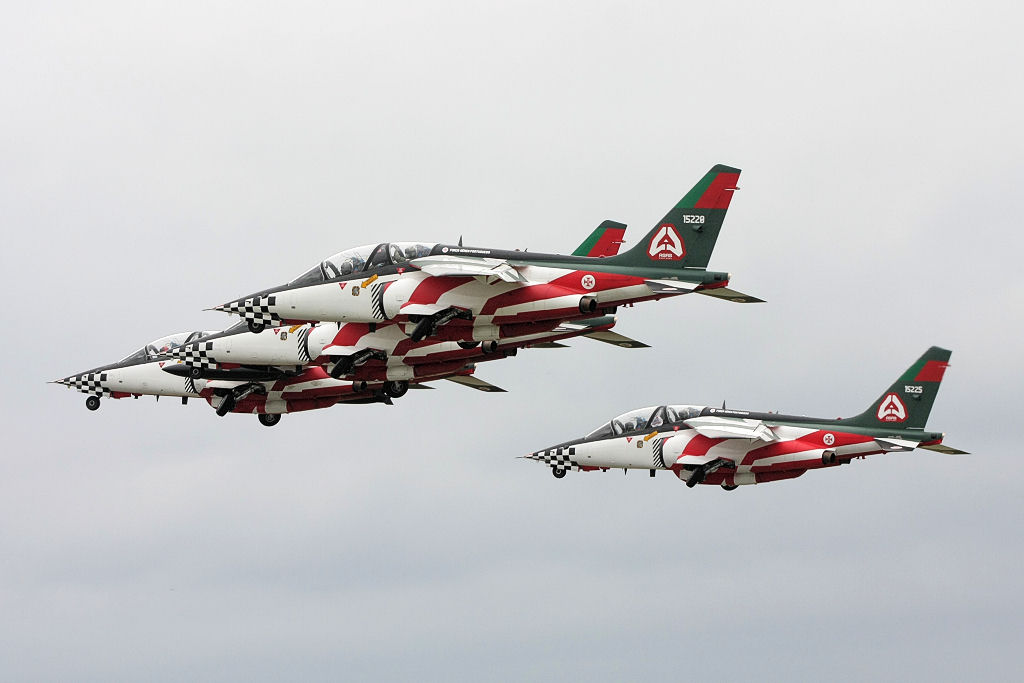
چهار فروند آلفا جت آ در نیروی هوایی پرتغال

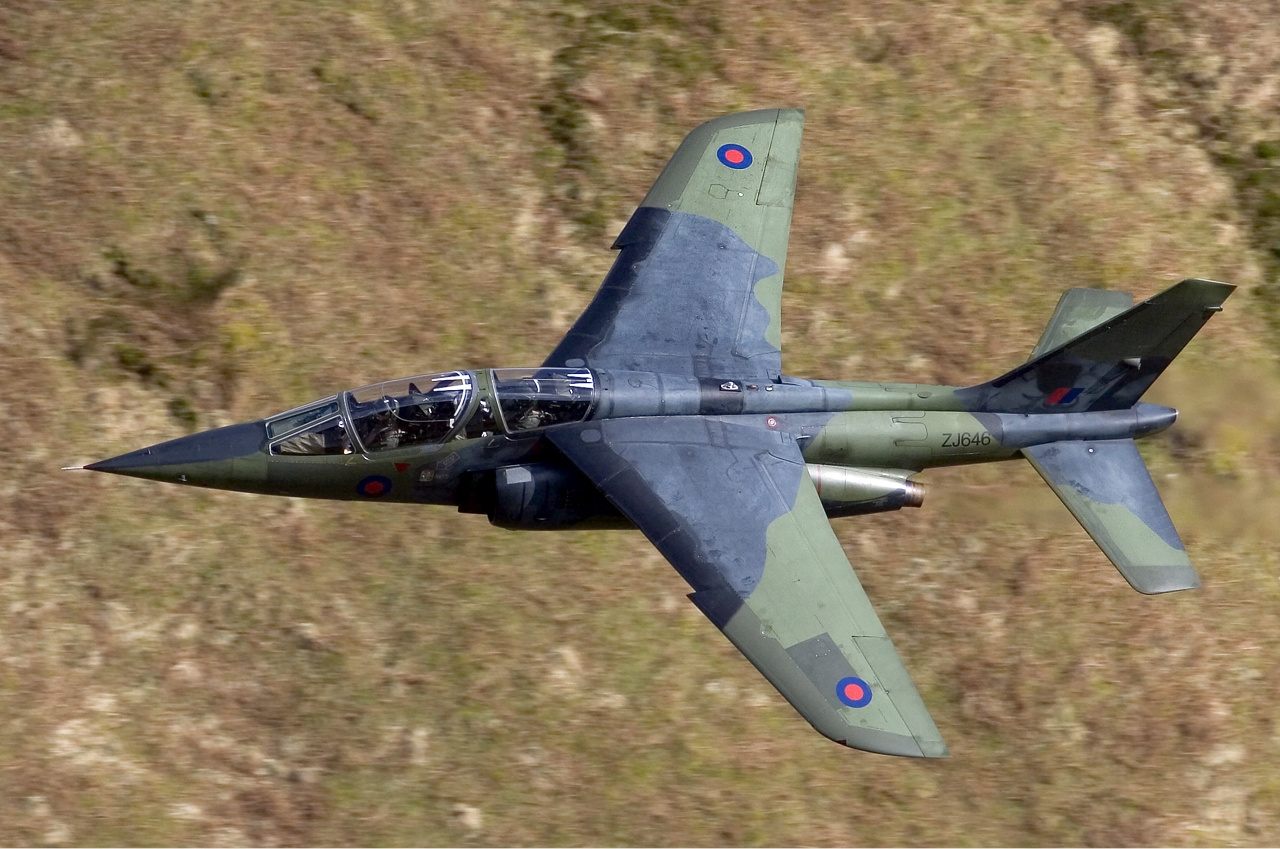
آلفا جت آ شرکت انگلیسی کینتیک

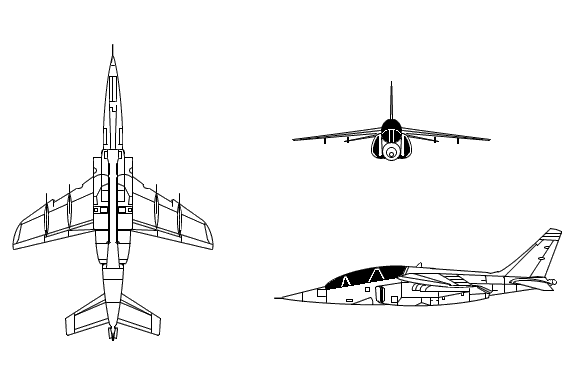
طراحی آلفا جت از سه جهت مختلف

- موتور: دو موتور توربوفن SNECMA Turbomeca Larzac هر یک به قدرت ۱۳.۲۴ کیلونیوتن (۲۹۷۶ پوند کشش)

مشخصات پروازی
- حداکثر سرعت: ۱۰۰۰ کیلومتر بر ساعت در ارتفاع دریا، ۰.۸۵ ماخ در ارتفاع ۱۰ هزار متری
- سرعت واماندگی: ۱۶۷ کیلومتر بر ساعت
- شعاع جنگی: ۶۱۰ کیلومتر در حملات ارتفاع پایین در تمام مسیر با دو تانکر سوخت اضافی رهاشدنی
- برد عبوری: ۲۹۴۰ کیلومتر
- سقف پروازی: ۱۴۶۳۰ متر
- سرعت صعود: ۵۷ متر بر ثانیه
- مداومت پروازی: تا ۳.۵ ساعت
- طول مسیر فرود: ۶۱۰ متر
- طول مسیر برخاست: ۴۱۰ متر
- مصرف سوخت: ۷۰۰ تا ۸۰۰ لیتر نفت سفید در ساعت

سلاح
- تیربار
  - یک توپ مسلسل رولور ۲۷ میلی‌متری موزر بی‌کی-۲۷ با ۱۲۰ گلوله (آلمانی)

یا
- - یک  توپ ۳۰ میلی‌متری (۱٫۱۸ اینچی) دِفا با ۱۵۰ گلوله (فرانسوی)
- راکت
  - راکت: دو غلاف راکت ماترا هر یک با ۱۸ راکت ۶۸ میلی‌متری (فرانسوی)

یا
- - راکت: دو غلاف راکت CRV7 هر یک با ۱۹ راکت هیدرا ۷۰ (آلمانی)
- موشک
- دو موشک هوابه‌هوای گرمایاب ایم-۹ سایدوایندر
- دو موشک هوابه‌هوای گرمایاب ماترا ماژیک
- دو موشک هوابه‌سطح ای‌جی‌ام-۶۵ ماوریک
- بمب
  - حداکثر ۲۵۰۰ کیلوگرم در پنج جایگاه خارجی از انواع مختلف بمب یا مخزن سوخت رهاشدنی برای پرواز طولانی‌تر